# Yavé Cahard
Yavé Cahard (Sainte-Adresse, 26 de diciembre de 1957) es un deportista francés que compitió en ciclismo en la modalidad de pista, especialista en las pruebas de velocidad individual y tándem.
Participó en los Juegos Olímpicos de Moscú 1980, obteniendo la medalla de plata en la prueba de velocidad individual y el quinto lugar en el kilómetro contrarreloj.
Ganó cuatro medallas en el Campeonato Mundial de Ciclismo en Pista entre los años 1979 y 1984.

## Medallero internacional
| Juegos Olímpicos   | Juegos Olímpicos         | Juegos Olímpicos  | Juegos Olímpicos         |
| Año                | Lugar                    | Medalla           | Competición              |
| ------------------ | ------------------------ | ----------------- | ------------------------ |
| 1980               | Moscú (URSS)             | Medalla de plata  | Velocidad individual     |
| Campeonato Mundial |                          |                   |                          |
| Año                | Lugar                    | Medalla           | Competición              |
| 1979               | Ámsterdam (Países Bajos) | Medalla de oro    | Tándem (A)               |
| 1982               | Leicester (Reino Unido)  | Medalla de bronce | Velocidad individual (P) |
| 1983               | Zúrich (Suiza)           | Medalla de plata  | Velocidad individual (P) |
| 1984               | Barcelona (España)       | Medalla de bronce | Velocidad individual (P) |